# Sint-Egbertuskerk (Almelo)
De Sint-Egbertuskerk in Almelo is een bouwwerk van Jan Stuyt in neoromaanse stijl. Het gebouw is gevestigd aan de Bornerbroeksestraat in Almelo.
Het type is (driebeukige) kruiskerk met een grote, kegelvormige koepel en lijkt qua bouw op de Gerardus Majellakerk in Amsterdam en de Sint-Trudokerk in Zundert. Deze kerk is in 2004 onttrokken aan de eredienst en sinds 2012 in eigendom van woningstichting Sint Joseph. Zij hebben het gebouw een opknapbeurt gegeven om het als ontwikkellocatie te bestemmen voor huisvestingsvraagstukken. Uiteindelijk bood het plaats als bestemming uitgiftepunt voor de voedselbank voor minimagezinnen in Almelo en Tubbergen. De gebruikersverklaring is in juli 2023 opgezegd.

## Bestemming
Nadat de kerk buiten gebruik is geraakt was er even sprake van dat de kerk overgenomen zou kunnen worden door een pinkstergemeente.